# Yellow Bird (cocktail)
Lo Yellow Bird è un cocktail caraibico a base di rum bianco, Galliano e triple sec. È stato un cocktail ufficiale IBA dal 2011 al 2024.

## Storia
Le origini del nome "Yellow Bird" sono incerte. Alcuni riportano che il nome possa derivare da un popolare brano di Haiti, Yellow Bird, che è stata poi riscritta in inglese nel 1957 ed è in seguito diventata una sorta di inno nazionale dei Caraibi grazie alla popolarità ottenuta dalla registrazione di Harry Belafonte. Il cantante hawaiano Arthur Lyman pubblicò una versione della canzone che nel luglio del 1961 raggiunse la 4ª posizione nelle classifiche di Billboard, e venne eseguita ogni settimana presso lo Shell Bar dell'Hilton Hawaiian Village Waikiki Beach Resort, possibile locale d'origine del cocktail. Altri invece sostengono che il nome del cocktail derivi dal colore giallo conferito dal liquore Galliano, un liquore italiano dorato.

## Composizione

### Ingredienti
La ricetta ufficiale dell'IBA del 2011 prevede i seguenti ingredienti:
- 3 cl di rum bianco
- 1,5 cl di Galliano
- 1,5 cl di triple sec
- 1,5 cl di succo di lime

### Preparazione
Raffreddare una coppetta da cocktail con del ghiaccio e shakerare tutti gli ingredienti in uno shaker, dopodiché rimuovere il ghiaccio dalla coppetta e versare il cocktail al suo interno utilizzando uno strainer.